# Perna (género)

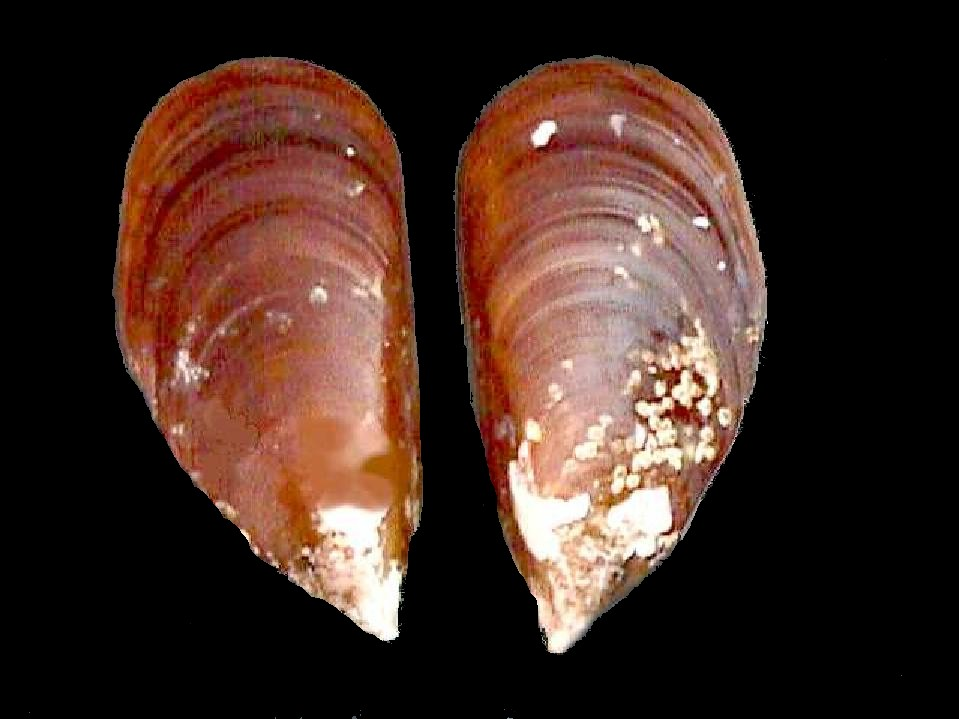
Perna perna.

Perna  é um géneros de mexilhões marinho bivalve da família Mytilidae.

## Espécies
O género de bivalves Perna  inclui as seguintes espécies:
- Perna canaliculus (Gmelin, 1791)
- Perna perna (Linnaeus, 1758)
- † Perna tetleyi (Powell & Bartrum, 1929)
- Perna viridis (Linnaeus, 1758)

Espécies incluídas em sinonímia
- Perna africana (Chemnitz, 1785): sinónimo de Perna perna (Linnaeus, 1758)
- Perna confusa Angas, 1871: sinónimo de Limnoperna securis (Lamarck, 1819)
- Perna fulgida H. Adams, 1870: sinónimo de Lioberus ligneus (Reeve, 1858)
- Perna indica Kuriakose & Nair, 1976: sinónimo de Perna perna (Linnaeus, 1758)
- Perna magellanica Philipsson, 1788: sinónimo de Perna perna (Linnaeus, 1758)
- Perna picta (Born, 1778): sinónimo de Perna perna (Linnaeus, 1758) [2]
- Perna plumescens Dunker, 1868: sinónimo de Modiolus plumescens (Dunker, 1868)
- Perna ungulina Philipsson, 1788: sinónimo de Mytilus edulis Linnaeus, 1758
- Perna variabilis (Krauss, 1848): sinónimo de Brachidontes pharaonis (P. Fischer, 1870)